# Vittorino da Feltre
Vittorino de' Rambaldoni, meglio conosciuto come Vittorino da Feltre (Feltre, 1373 o 1378 – Mantova, 2 febbraio 1446), è stato un umanista e educatore italiano.

Considerato uno dei maggiori pedagogisti della storia, Vittorino seppe recuperare la tradizione del trivio e del quadrivio facendolo permeare dell'insegnamento umanistico. Fondatore della cosiddetta "Ca' Zoiosa" grazie al beneplacito del marchese Gianfrancesco Gonzaga, ivi vi tenne una scuola convitto con ragazzi di tutte le estrazioni sociali volta a formare in primo luogo l'uomo anziché un determinato professionista del settore, così come lo intendeva invece l'altro grande pedagogista dell'epoca umanista, Guarino Veronese. 

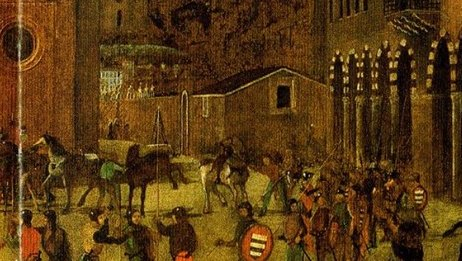
Probabile collocazione di Ca' Zoiosa, Domenico Morone, Cacciata dei Bonacolsi, 1494.

## Biografia
Vittorino de' Rambaldoni, detto "da Feltre", nacque nel 1378 o, più probabilmente, nel 1373. Era figlio di Bruto, uno scrivano di nobili origini: i Rambaldoni erano stati infatti i possessori del castello di Fianema, nella pieve feltrina di Cesio. Ben presto dimostrò di avere una mente molto aperta ed una insaziabile fame di apprendere. Compì i primi studi nella città natale con grandi difficoltà, per la povertà del padre, ma ciò contribuì in modo molto importante a forgiare in lui un carattere forte e deciso, che lo avrebbe aiutato a continuare gli studi e poi sostenuto in ogni sua iniziativa. Proprio a causa di queste difficoltà, verso il 1396 Vittorino lasciò Feltre e scese a Padova per frequentare la "Università", dove le lezioni erano gratuite ed aveva modo di ascoltare tutti i più grandi "dottori" del suo tempo. Ma anche a Padova si trovò nuovamente in difficoltà per il prezzo dei libri, allora costosissimi; e benché avesse un appoggio nei suoi stretti parenti Enselmini, che erano agiati, preferì sopperire alle proprie necessità da solo, facendo il "magister puerorum", il maestro di grammatica, occupazione privata per la quale non occorrevano studi universitari.
Quando, dopo aver appreso le discipline letterarie e la filosofia, volle approfondire anche la conoscenza della matematica, Vittorino si trovò di fronte a tali difficoltà, che solo il suo forte carattere poté affrontare. Biagio Pelacani, illustre matematico, si faceva pagare assai care le lezioni che dava in privato: Vittorino, pur di apprendere, si abbassò anche a fare il lavapiatti al maestro. Presto, però, stanco delle vessazioni del Pelacani, decise di abbandonarlo e trovò un nuovo maestro in Jacopo della Torre da Forlì, sotto la cui guida apprese anche la fisica e l'astrologia. Soggiornò a Padova per più di un ventennio. Subì l'influenza di Pier Paolo Vergerio il vecchio, il primo pedagogista dell'Umanesimo, di Giovanni Conversini da Ravenna, di Gasparino Barzizza, il più grande latinista del suo tempo, e di Paolo Nicoletti per la dialettica, la filosofia morale e la teologia.

## Attività lavorativa

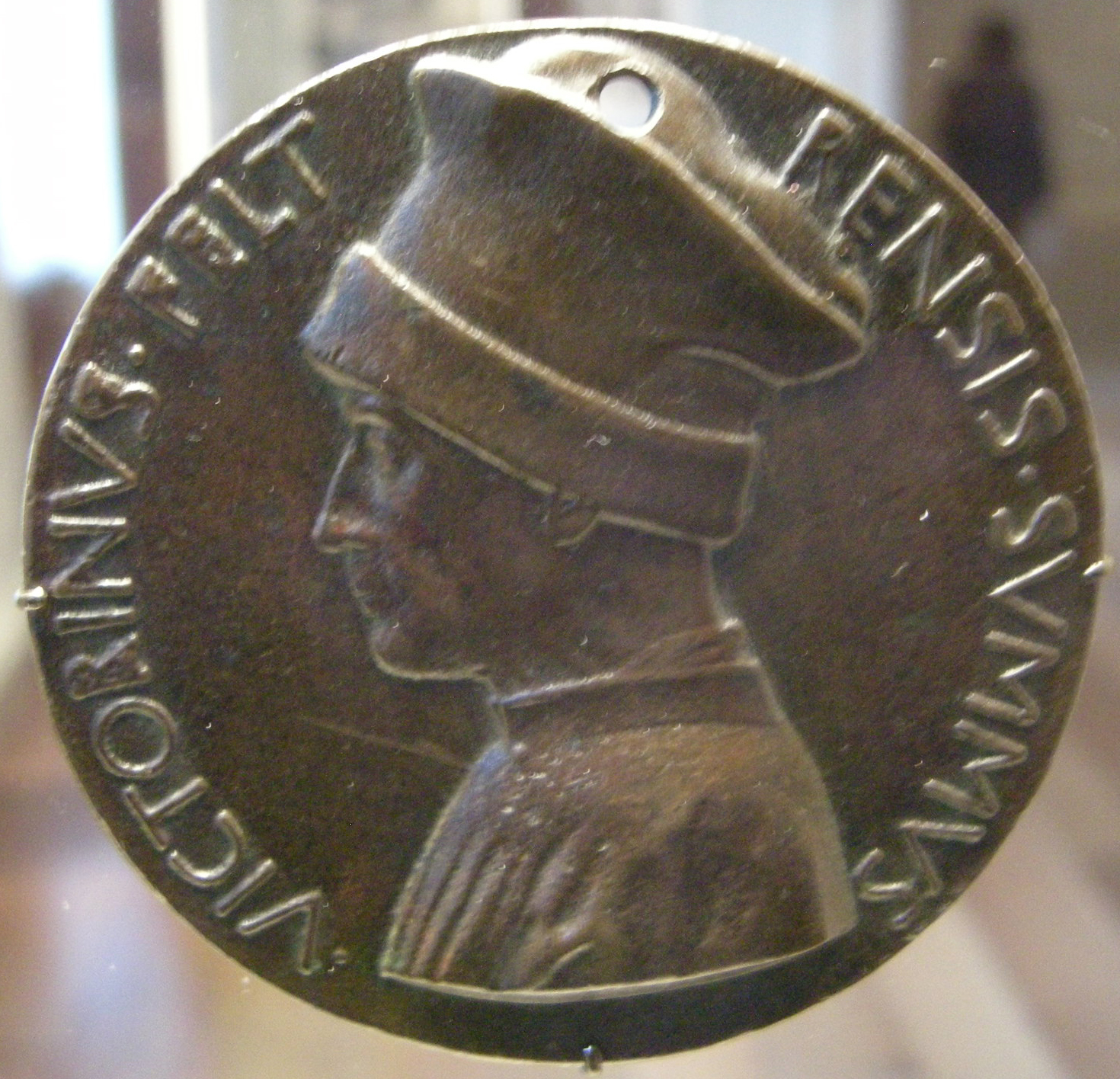
Pisanello, medaglia di Vittorino da Feltre, eseguita in commemorazione dopo la sua morte (1447 circa)

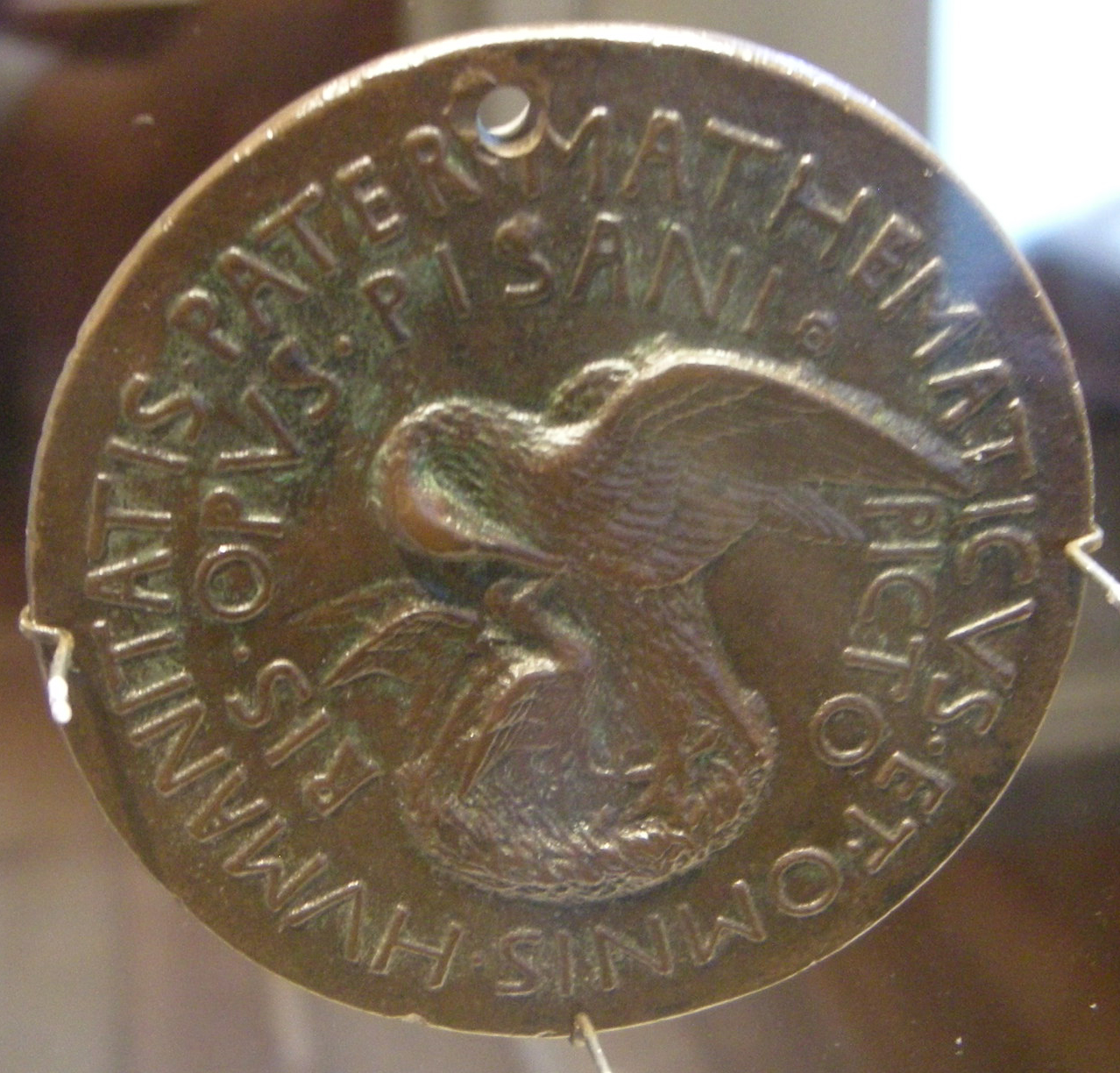
Il verso della medaglia

Guarino Veronese, di ritorno da Costantinopoli, aprì una scuola di greco a Venezia, e Vittorino iniziò lì, nel 1415, la sua carriera di maestro. Tenne a sua volta scuola a Venezia per qualche anno e fu molto apprezzato. Tornò così a Padova con una notevole fama, aprì una scuola convitto, con organizzazione di tipo familiare, per i giovani che abitavano lontano dalla città, e continuò a curarla anche dopo che nel 1421 ebbe accettato la cattedra di retorica.

### Al servizio dei Gonzaga
Nel 1422 lasciò la cattedra e tornò a Venezia dove aprì un'altra scuola convitto con studenti di tutta Italia. Tale sistemazione, che dovette sembrargli definitiva, non era invece destinata a durare a lungo, perché l'arresto del suo cugino padovano Enselmino degli Enselmini per reati politici, lo indusse ad accettare l'invito del signore di Mantova Gian Francesco I Gonzaga, che gli offriva l'incarico di precettore dei suoi figli e figlie. Nel 1423 fondò in una villa che il Gonzaga gli mise a disposizione, la prima scuola improntata agli ideali umanistici fusi con lo spirito cristiano, a cui diede il nome di "Ca' Zoiosa" (Ca' Gioiosa).
La Ca' Gioiosa era situata presso un lago, circondata da splendidi panorami. La sua fama si diffuse con grande velocità e di pari passo aumentarono anche le richieste di ammissione, a tal punto che si rese necessaria la costruzione di un secondo edificio. Nell'accettare nuovi alunni preferì studenti poveri, accettati per carità, a figli di signori (nel 1433 fu educato Federico da Montefeltro, futuro duca di Urbino) che dimostrassero un carattere superbo e caparbio. Questo proprio perché la "Ca' Gioiosa" era organizzata in modo tale da mantenere una disciplina di uguaglianza per tutti, di rispetto della personalità, di fraternità, di ordine, in cui il castigo stesso, del resto rarissimo, era riportato all'interiorità della coscienza. Alla "Ca' Gioiosa" la giornata trascorreva in un intenso lavoro, in cui l'esercizio mentale si alternava alle pratiche ginniche. Proprio in questo sta uno dei meriti più grandi di Vittorino: essere stato uno dei primi a realizzare un tentativo di armonico sviluppo mentale e corporeo.
L'insegnamento si basava sulle arti del trivio e quadrivio, ma Vittorino lo curava moltissimo soprattutto nell'approfondimento delle conoscenze. Nondimeno, egli voleva che terminato lo studio, questo fosse lasciato da parte, di modo che la mente potesse ritemprarsi: per questo motivo egli si curava molto anche degli esercizi ginnici, della lotta, delle escursioni al vicino lago di Garda, alle stesse Alpi. Gli svaghi quindi non mancavano, ma non mancava neppure una rigida disciplina, ottenuta con mezzi semplici, primo fra tutti la religiosità. Infatti Vittorino si preoccupò di formare non solo giovani eruditi, ma soprattutto persone rette ed integre, grazie a un'intensa pratica religiosa, basata soprattutto sulla Messa e sulla preghiera. Nella scuola non venivano utilizzate, se non raramente, punizioni corporali.  Si mostrava inesorabile solo con la bestemmia e il turpiloquio: a tal punto che non esitò a schiaffeggiare pubblicamente Carlo Gonzaga, che, giocando alla palla, aveva bestemmiato.

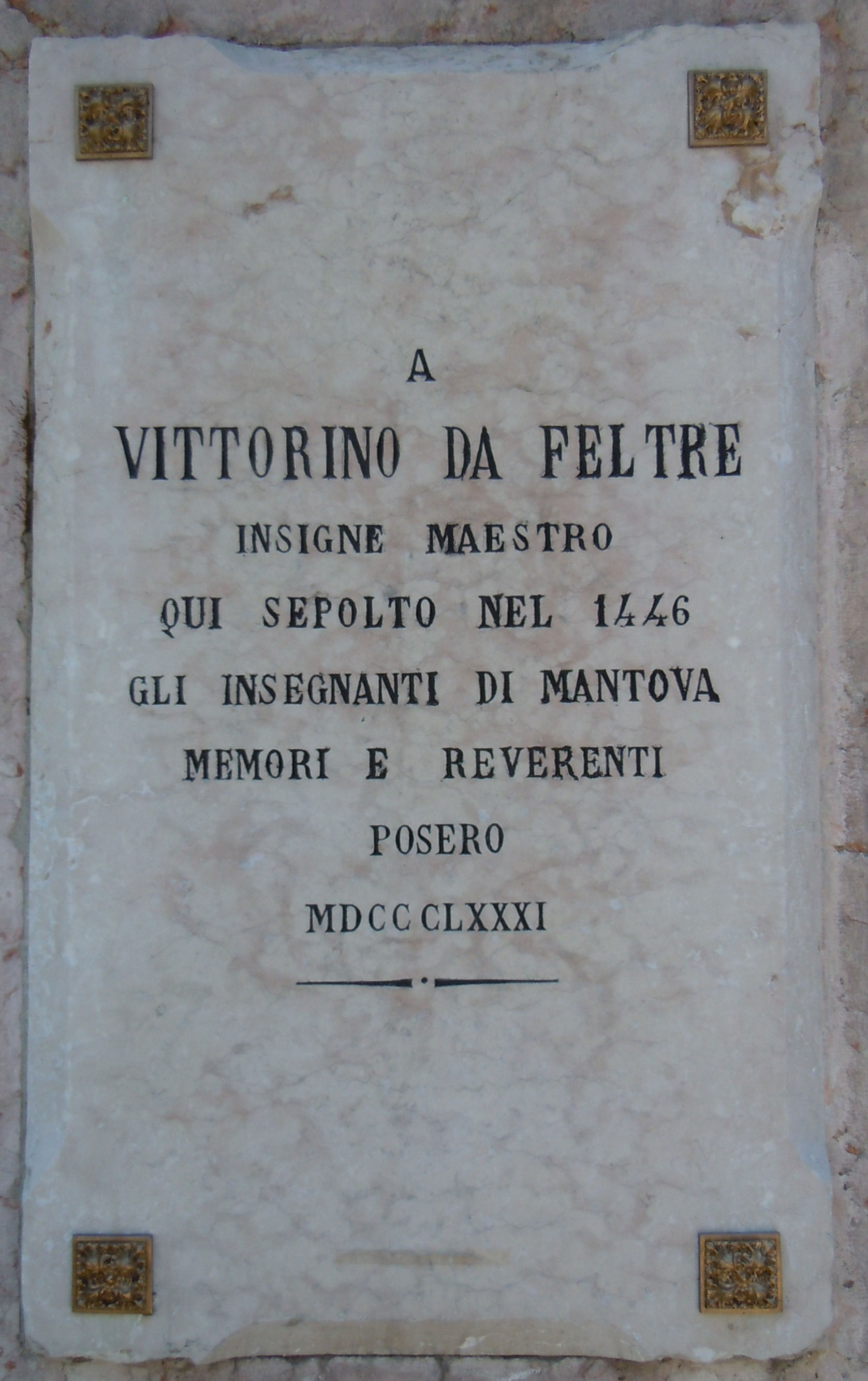
Mantova, lapide commemorativa

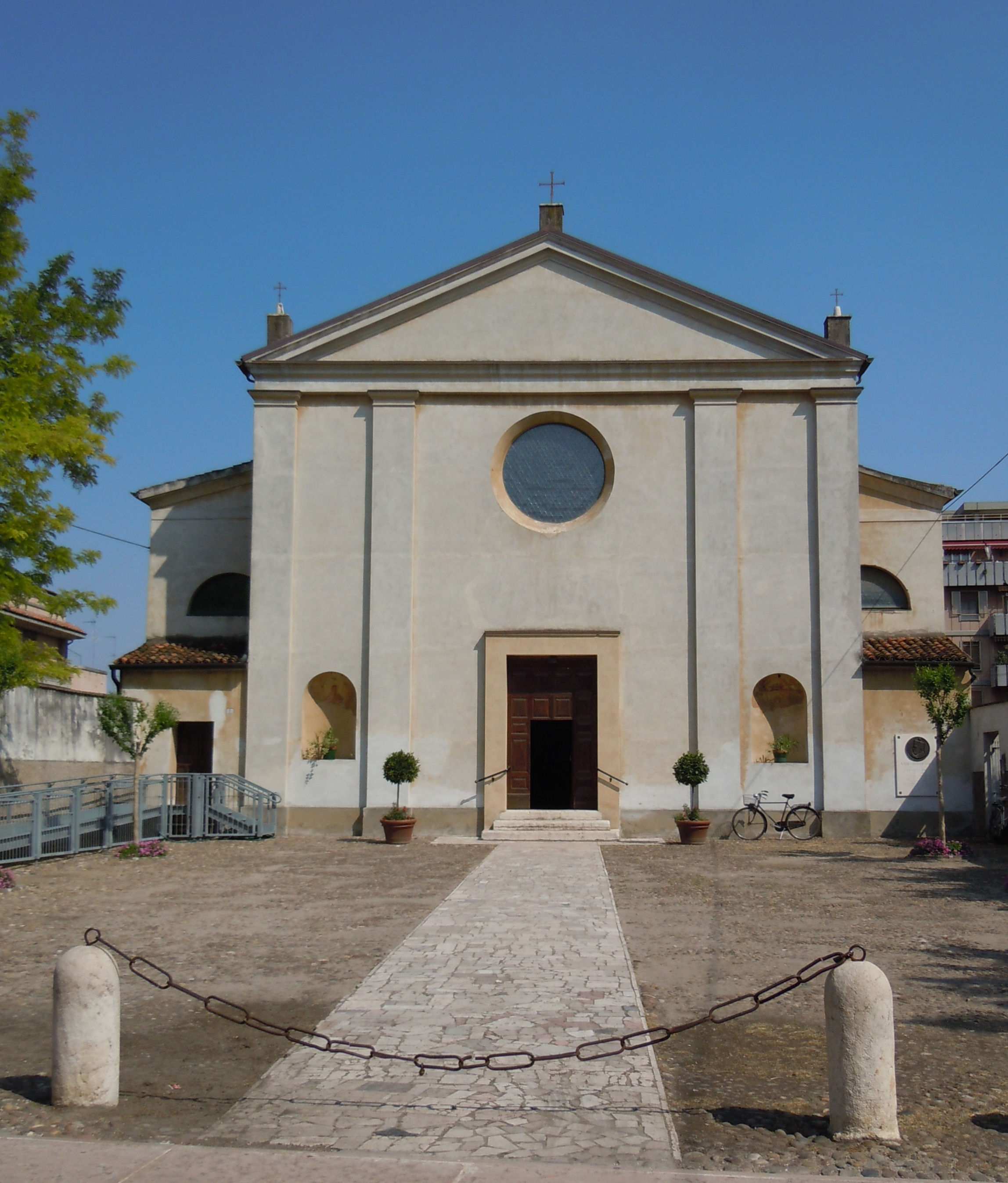
Mantova, chiesa di Santo Spirito, luogo di sepoltura di Vittorino

Non si volle mai sposare, quantunque gli si fosse presentato un partito assai ambito, per potersi dedicare completamente agli alunni. Nella vita privata egli manteneva il suo contegno, cercando di sanare le inimicizie, facendosi promotore di una lotta costante contro le ingiustizie, e non esitava nemmeno a dar torto allo stesso Gonzaga, se aveva compiuto alcuni atti riprensibili. Da tutto questo quadro generale ne risulta una persona estremamente coerente e capace, che seppe affermare la propria personalità e la propria volontà anche a costo di grandi sacrifici. Morì a Mantova il 2 febbraio 1446 e fu sepolto nell'antica chiesa di Santo Spirito. Nella direzione della scuola gli succedette uno dei suoi allievi e collaboratori, Iacopo da San Cassiano, che ereditò anche la biblioteca di Vittorino.